# Pasirwangi (plaats)
Pasirwangi is een bestuurslaag in het regentschap Garut van de provincie West-Java, Indonesië. Pasirwangi telt 6229 inwoners (volkstelling 2010).